# 蕭本容
蕭本容（1436年—？），字德弘，江西吉安府泰和縣人，民籍。明朝政治人物。進士出身。

## 生平
江西鄉試第三十名。成化八年（1472年）壬辰科會試第九十九名，殿試登進士第二甲第二十六名。

## 家族
曾祖父蕭以夔。祖父蕭子凱。父亲蕭嗣虬。